# Parque Ecológico do Cortado
O Parque Ecológico do Cortado ou Parque Lago do Cortado é um parque e uma área de proteção ambiental brasileira localizada no oeste do Distrito Federal, na região administrativa de Taguatinga. Seu objetivo principal é proteger as nascentes do córrego Cortado.
Faz parte da Área de Relevante Interesse Ecológico Parque Juscelino Kubitscheck. Delimita-se a norte pelas QIs, à leste pelo SESI e a QNF, a oeste pela QNJ (quadras 33,35,37,39 e 47) e QNL (quadras 12 e 10) e a sul pela via de ligação QNF/QNL.
Há várias churrasqueiras e parque infantil na área, com entrada gratuita. O córrego é acompanhado por mata de galeria com várias trilhas. A SEMARH mantém no local um escritório e o policiamento militar florestal é feito 24 horas.

## História
A área do Parque tem passado por várias transformações ao longo dos anos:
- 1989 - Criação da ARIE dos Córregos Taguatinga/Cortado pelo Decreto nº 11.467 de 6 de março deste ano. O Parque Ecológico do Cortado ainda não existia oficialmente.
- 1993 - Foi realizada ação fiscalizadora pelo então órgão ambiental do Distrito Federal. IEMA, que autuou empresas e instituições que faziam limite com a ARIE, associada à retirada de fábricas de manilhas, blocos de concreto e tijolos que funcionavam às margens das nascentes do Córrego do Cortado.
- 1996 - Criada ARIE Parque JK pela Lei n.º 1.002, de 2 de janeiro de 1996. O Parque Ecológico do Cortado ainda não existia oficialmente.
- 1997 - A Lei nº 1.762, de 5 de novembro deste ano cria o Polo Cultural de Taguatinga na ARIE Parque JK. O projeto previa a implantação de estruturas voltadas à formação cultural e à educação ambiental da população, com escolas de música, biblioteca do meio ambiente, anfiteatros, oficinas de artes, dentre outras atividades de cultura geral mas projetos maiores que envolviam a consolidação do Polo Cultural de Taguatinga nunca foram concretizados na íntegra.
- 1999-2002 - Ocorrem invasões na cabeceira do Córrego do Cortado por barracos e constata-se que as chácaras ao redor desenvolvem atividades de impacto ambiental no local. Intensificam-se os estudos sobre a possibilidade de implantação do Parque Ecológico do Cortado ate que em 14 de agosto de 2002, a Lei  Complementar  nº  638, estabelece a criação do Parque Lago do Cortado, destinado  ao desenvolvimento de atividades recreativas, educacionais, esportivas, culturais e artísticas.[nota 1]
- 2005 - Definida e oficializada a poligonal pelo Decreto nº 26.436, de 9 de dezembro de 2005.
- 2006 - Estruturação do Parque.
- 2012 - O Parque torna-se novamente degradado. Parte do cercamento foi arrancado, impossibilitando controle da entrada e saída de pessoas; o parque passa a ser frequentado por traficantes, usuários de droga, moradores de rua e carroceiros que o usam de curral. Entretanto, retornou o interesse pelo Parque, particularmente por empresas imobiliárias que investiram nos arredores do parque interessadas na revitalização do local como forma de valorização de seus empreendimentos. Neste ano, o Governo do Distrito Federal anuncia o investimento em obras de revitalização no Parque Ecológico do Cortado pelo programa "Brasília Cidade Parque" por meio de Parceria Público-Privada (PPP) com objetivo de compensação ambiental.
- 2013 - Início das obras de revitalização do parque.